# Liste der Monuments historiques in Haucourt-Moulaine
Die Liste der Monuments historiques in Haucourt-Moulaine führt die Monuments historiques in der französischen Gemeinde Haucourt-Moulaine auf.

## Liste der Objekte
| Bezeichnung               | Beschreibung                                      | Standort                                                  | Kennzeichnung | Schutzstatus | Datum | Bild |
| ------------------------- | ------------------------------------------------- | --------------------------------------------------------- | ------------- | ------------ | ----- | ---- |
| Altarkreuz                | Eichenholz, farbig gefasst und vergoldet, um 1745 | Haucourt, in der Kapelle Notre-Dame-de-Bon-Secours (Lage) | PM54001578    | Classé       | 1964  |      |
| Hauptaltar                | Holz, farbig gefasst, 1745                        | Haucourt, in der Kapelle Notre-Dame-de-Bon-Secours (Lage) | PM54000297    | Classé       | 1964  |      |
| Chorschranke mit Kruzifis | Schmiedeeisen, Holz, 1745                         | Haucourt, in der Kapelle Notre-Dame-de-Bon-Secours (Lage) | PM54000298    | Classé       | 1964  |      |